# Stupart Island
Stupart Island är en ö i Kanada.   Den ligger i territoriet Nunavut, i den norra delen av landet, 3 800 km nordväst om huvudstaden Ottawa. Arean är 1,2 kvadratkilometer. Ön ligger i ögruppen Findlay Group.
Terrängen på Stupart Island är mycket platt. Öns högsta punkt är 10 meter över havet. Den sträcker sig 1,4 kilometer i nord-sydlig riktning, och 1,4 kilometer i öst-västlig riktning.